# Mesochorus palanderi
Mesochorus palanderi är en stekelart som beskrevs av Holmgren 1869. Mesochorus palanderi ingår i släktet Mesochorus och familjen brokparasitsteklar. Inga underarter finns listade i Catalogue of Life.